# Brody (Pomiechówek)
Brody – część wsi Pomiechówek w Polsce, położona w województwie mazowieckim, w powiecie nowodworskim, w gminie Pomiechówek.
W latach 1975–1998 Brody należały administracyjnie do województwa warszawskiego. 
1 stycznia 2012 wieś Brody i jej część Brody-Parcele stały się częściami wsi Pomiechówek. Administracyjnie na terenie obu części jest utworzone sołectwo Brody Brody-Parcele.